# راحة الكرش
راحة الكِرش (بالإنجليزية: Tripe palms)‏ أو الشواك الراحي (بالإنجليزية: Acanthosis palmaris)‏‏ هوَ مرض جلدي يتميز بوجود إصابات ناعمة مُجعدة في راحة اليد. تُعتبر ضمن متلازمة الأباعد الورمية في سرطان المعدة.